# Gerzkopf
Gerzkopf är ett berg i Österrike. Det ligger i distriktet Sankt Johann im Pongau och förbundslandet Salzburg, i den centrala delen av landet, 240 km väster om huvudstaden Wien. Toppen på Gerzkopf är 1 728 meter över havet, eller 748 meter över den omgivande terrängen. Bredden vid basen är 9,1 km.
Terrängen runt Gerzkopf är kuperad söderut, men norrut är den bergig. Närmaste större samhälle är Altenmarkt im Pongau, 9,3 km söder om Gerzkopf. 
I omgivningarna runt Gerzkopf växer i huvudsak barrskog. Runt Gerzkopf är det ganska glesbefolkat, med 45 invånare per kvadratkilometer.